# Karsten Stolz
Karsten Stolz (* 23. Juli 1964 in Oberhausen; † 3. Mai 2025 in Dinslaken)  war ein deutscher Kugelstoßer.

## Karriere
Stolz besuchte das Freiherr-vom-Stein-Gymnasium in Oberhausen, begann seine sportliche Laufbahn bei der SG Oberhausen und startete später für den TV Wattenscheid. Früh erwarb er sich den Ruf eines Ausnahmetalents. 1978 verbesserte er den deutschen Schülerrekord im Kugelstoßen auf 17,70 m. Zwei Jahre später steigerte er die deutsche B-Jugend-Bestleistung von 18,02 m auf 20,70 m. Bei den Leichtathletik-Junioreneuropameisterschaften 1981 in Utrecht gewann er die Bronzemedaille hinter den jeweils zwei Jahre älteren Andreas Horn und Ulf Timmermann aus der DDR. Im selben Jahr erzielte er eine Jugendweltbestleistung von 18,73 m mit der eigentlich der Erwachsenenklasse vorbehaltenen 7,26-kg-Kugel.
In der Bundesrepublik Deutschland entwickelte sich Stolz zum dominierenden Kugelstoßer. Zwischen 1984 und 1990 wurde er fünfmal Deutscher Meister im Freien sowie viermal in der Halle. International gelang dem 2,08 m großen und 142 kg schweren Athleten jedoch nie der endgültige Durchbruch. Zwei Silbermedaillen bei den Leichtathletik-Halleneuropameisterschaften
1988 in Budapest und 1989 in Den Haag blieben seine größten Erfolge. Seine einzige Olympiateilnahme 1984 in Los Angeles endete auf dem zwölften Rang. Außerdem wurde er bei den Leichtathletik-Halleneuropameisterschaften 1986 in Madrid und im selben Jahr im Freien bei den Europameisterschaften in Stuttgart jeweils Sechster. 1987 belegte er bei den Hallenweltmeisterschaften in Indianapolis den achten Platz, bei den Halleneuropameisterschaften in Liévin den achten Platz und bei den Weltmeisterschaften in Rom den elften Platz. Bei den Leichtathletik-Hallenweltmeisterschaften 1989 in Budapest wurde er Fünfter und bei den Leichtathletik-Halleneuropameisterschaften 1990 in Glasgow sowie bei den Leichtathletik-Europameisterschaften 1990 in Split wie bereits vier Jahre zuvor jeweils Sechster. Seine persönliche Bestleistung betrug 21,15 m, aufgestellt am 18. September 1988 in Essen.
Geplagt von zahlreichen Verletzungen beendete Stolz 1991 seine leistungssportliche Karriere und war zuletzt bei der Gasometer Oberhausen GmbH beschäftigt.
Im Jahr 2000 wurde die Dreifach-Turnhalle des Freiherr-vom-Stein-Gymnasiums nach Stolz’ Vater Günther (1936–1995) benannt, der dort Sportlehrer war.